# Łubowice (Silésie)
Pour les articles homonymes, voir Łubowice.
Łubowice (en allemand : Lubowitz) est une localité polonaise de la gmina de Rudnik, située dans le powiat de Racibórz en voïvodie de Silésie. C'est le lieu de naissance du poète Joseph von Eichendorff.

## Géographie
Le village se situe dans la région historique de Haute-Silésie, sur la rive gauche de l'Oder (Odra) supérieure, à environ 6 kilomètres au nord-est de Rudnik et à 9 kilomètres au nord de Racibórz.

## Histoire

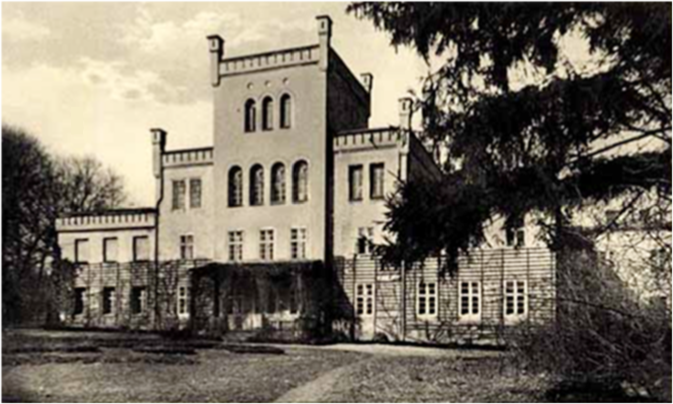
Château de Lubowitz, vers 1939.

Le lieu d'Albowitz fut mentionné pour la première fois en 1376, lorsque la région faisait partie du duché de Racibórz (Ratibor), vassal silésien de la couronne de Bohême depuis 1327. 
En 1785, le baron Adolph von Eichendorff (1756-1818), un officier prussien, a acquis le manoir de Lubowitz faisant partie de l'héritage de son épouse Karoline née von Kloch (1766-1822). Son fils Joseph von Eichendorff y est né le 10 mars 1788.
Le baron Salomon Mayer von Rothschild achète le château après 1839 ; en 1852, il a été acquis par Victor Ier de Hohenlohe-Ratibor puis reconstruit dans un style tudorbéthaine. La lignée des Hohenlohe a conservé la propriété jusqu'à la fin de la Seconde Guerre mondiale. 